# Popović Brdo
Popović Brdo – wieś w Chorwacji, w żupanii karlowackiej, w mieście Karlovac. W 2011 roku liczyła 224 mieszkańców.